# 상가음바에레주

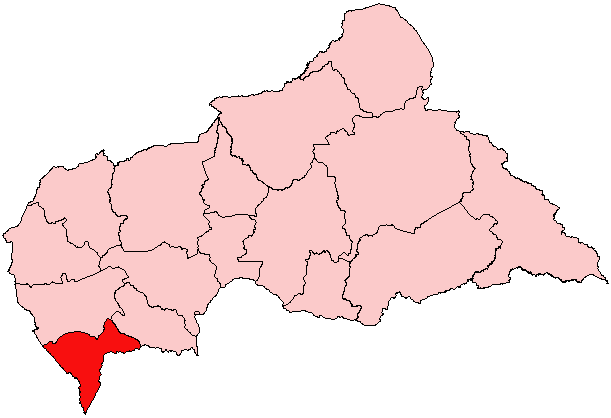
상가음바에레 주의 위치

상가음바에레주(Sangha-Mbaéré)는 중앙아프리카 공화국 남서부에 위치한 주로, 주도는 놀라이며 남쪽으로는 콩고 공화국, 서쪽으로는 카메룬과 국경을 맞대고 있다. 중앙아프리카 공화국에 있는 2개의 경제주 가운데 하나이다.